# Hannes Schultze-Froitzheim
Hannes Schultze-Froitzheim, Geburtsname Hans Werner Schultze (* 30. Juni 1904 in Elberfeld; † 10. Oktober 1995 in Kiel), war ein deutscher Maler und Grafiker.

## Leben
Hannes Schultze-Froitzheim erlernte ab 1920 in Abend- und Sonntagskursen an der Handwerker- und Kunstgewerbeschule Elberfeld das Zeichnen bei Max Bernuth, Heinrich Phieler und Hans Seiß, parallel zu einer kaufmännischen Ausbildung. 1925 konnte er sich dort als Vollschüler einschreiben. 1926 wechselte er an die Kunstakademie Düsseldorf, wo er ab 1929 bei Heinrich Nauen und danach bei Heinrich Campendonk bis 1932 Meisterschüler war. Anschließend wechselte er nach Berlin, wo er bis zur Einberufung in den Krieg als freischaffender Künstler tätig war. Bis zur Schließung durch die Nationalsozialisten im Jahr 1934 besuchte er zusätzlich die Ittenschule des vormaligen Bauhausdirektors Johannes Itten. In den Jahren nach seiner Düsseldorfer Zeit unternahm er verschiedene längere Studienaufenthalte nach Italien, in die Tschechoslowakei, nach Belgien, Frankreich, Spanien, Norwegen, Dänemark, Holland und Finnland.
Aufgrund einer Namensverwechselung wurde er 1939 zur Wehrmacht einberufen und musste als Soldat zuerst an die Ostfront. Später kam er als Soldat nach Paris, wo er als Kartograf für die Wehrmacht arbeitete. In Paris war es ihm möglich an Zeichenkursen, insbesondere fürs Aktmalen, an der Akademie Paris teilzunehmen. Bei einem Bombenangriff in Berlin wurde sein bis 1943 geschaffenes Werk komplett zerstört.
Nach dem Ende des Zweiten Weltkrieges verbrachte er einige Monate in US-amerikanischer Gefangenschaft. Danach lebte er unter anderem in Hof/Saale und in Wiesbaden. Er arbeitete als Gebrauchsgrafiker für diverse Auftraggeber und gab Mal- und Zeichenkurse an Volkshochschulen. In dieser Zeit stand er mit Künstlern wie Werner Gilles, Gottfried Brockmann sowie mit seinen Wuppertaler Künstlerkollegen in regem Kontakt.
1954 erhielt Schultze-Froitzheim von der Stadt Kiel einen Auftrag für ein Porträt des Physikers Max Planck. Daraufhin nahm Schultze-Froitzheim seinen Wohnsitz in Kiel. Dort unterstand ihm zwei Jahre lang die Leitung des Brunswiker Pavillons, wo er unter anderem Ausstellungen organisierte. Er nahm an zahlreichen Ausstellungen im In- und Ausland teil und wurde 1969 mit dem Lindner-Preis ausgezeichnet.

## Werk
Schultze-Froitzheim suchte in seinen Werken das Zusammenspiel von Form und Farbe. Er untersuchte die wechselseitige Beziehung von Formen untereinander und reduzierte sie oftmals auf den rein geometrischen Körper. Zudem beschäftigte ihn die Wechselwirkung zwischen hellen und dunklen Formen sowie runden und spitzen Formen.
Seine Aufenthalte am Meer in Skandinavien und Italien inspirierten ihn weiter zu Studien und Experimenten mit verschiedenen Formen. Das Spätwerk wird von seinen sogenannten „Kompositionen“ dominiert. In seinen Mischtechniken wendet er sich vom Figürlichen vollständig ab und benutzt unterschiedliche Materialien um das Spiel zwischen Form und Farbe auf der Fläche darzustellen.

### Mitgliedschaften
- Landesverband Bildender Künstler Schleswig-Holstein
- Gruppe 56, Kiel (bis 1964)
- Gruppe NO,
- rbk, Wuppertal
- Künstlerverein Malkasten, Düsseldorf

## Ausstellungen (Auswahl)
- Jahresschau 1956. Künstlerbund Schleswig-Holstein, Kunsthalle, Kiel 1956.
- Jahresausstellung 1958. Kartells deutscher Künstlervereinigungen e.V., Mathildenhöhe, Darmstadt 1958.
- Slesvig-Holstenske Kunstnere. Vandreudstilling, Jylland 1960.
- Schleswig-Holsteinische Künstler der Gegenwart. Malerei, Grafik, Plastik. Beethovenhalle, Bonn, 1960.
- Schleswig Holsteinische Maler. Röderhaus, Wuppertal-Barmen, 1963.
- Gruppe NO. Schleswig-Holsteinische Künstler. Städtisches Museum, Flensburg 1964.
- Hannes Schultze-Froitzheim. Kiel, Museum der Stadt Gladbeck, Wasserschloss Wittringen, Gladbeck 1965.
- 3 Maler der internationalen Gruppe rbk Wuppertal zeigen Gemälde und Grafik. Brandau, Pütter, Schultze-Froitzheim. Stadttheater Remscheid 1966.
- Das Kleine Format. Künstlerverein Malkasten, Düsseldorf 1966.
- Hannes Schultze-Froitzheim. Malerei, Grafik. Universität Kiel 1974.
- Figuration und Abstraktion in der Nachkriegszeit Heinrich Ehmsen und Hannes Schultze-Froitzheim. Stadtgalerie Kiel 2004.
- Hannes Schultze-Froitzheim: Malerei. Historisches Museum am Strom Hildegard von Bingen, Bingen am Rhein 2007.
- Hannes Schultze-Froitzheim. Latham & Watkins, Hamburg 2010/2011.
- Hannes Schultze-Froitzheim (1904–1995). Wege in die Abstraktion. Forum für Nachlässe von Künstlerinnen und Künstlern, Hamburg 2012.

## Werke in Museen (Auswahl)
- Von der Heydt-Museum, Wuppertal.
- Museum Bayerisches Vogtland, Hof.
- Stadtgalerie Kiel
- Stadtbilderei, Kiel.

## Gemälde (Auswahl)
- Angeschwemmtes (1945)
- Kind mit Puppe (1945)
- Aufwind (1948)
- Komposition mit schwarzem Dreieck (1950)
- Max Planck (1954)
- Schärenwelt (1960)
- Außerhalb des Geschehens (1963)
- Materialbild III (1972)
- Komposition Grundformen (1974)
- Farbige Studie II (1982)

## Nachlass
Der künstlerische Nachlass umfasst rund 1000 Werke. Die Gemälde machen mit über 460 Werken den größten Teil aus. Aquarelle, Zeichnungen, Grafiken ergänzen das Œuvre. Der Nachlass von Hannes Schultze-Froitzheim befindet sich im Forum für Nachlässe von Künstlerinnen und Künstlern zu Hamburg.